# 东川石蝴蝶
东川石蝴蝶（学名：Petrocosmea mairei），为苦苣苔科石蝴蝶属下的一个种。

## 扩展阅读
維基物種上的相關：东川石蝴蝶